# Мария-Амалия Хабсбург-Австрийска
Мария Амалия Йозефа Хабсбург-Австрийска (на немски: Maria Amalie Josefa Anna von Österreich) е австрийска ерцхерцогиня, баварска херцогиня, курфюрстиня на Бавария (1726 – 1745), кралица на Бохемия (1741 – 1743) и свещена римска императрица (1742 – 1745) – съпруга на чешкия крал и свещен римски император Карл VII Албрехт

## Произход
Мария Амалия е родена на 22 октомври 1701 г. в двореца Хофбург, Виена, като Мария Амалия Йозефа Анна. Тя е дъщеря на свещения римски император Йозеф I (1678 – 1711) и на Вилхелмина Амалия фон Брауншвайг-Люнебург (1673 – 1742), дъщеря на Йохан Фридрих фон Брауншвайг-Каленберг и съпругата му Бенедикта Хенриета фон Пфалц-Зимерн.
Раждането на Мария-Амалия идва един месец след смъртта на единствения ѝ брат Леополд. Оказва се, че императрица Вилхелмина не може да има повече деца след раждането на дъщеря си Мария, тъй като император Йозеф I заразил съпругата си със сифилис. Бащата на Мария-Амалия притежавал множество любовници и имал много извънбрачни деца, а майка ѝ се отличавала с изключителна набожност.

## Наследяване на престола
Бащата на Мария-Амалия умира, когато тя е на девет, и е наследен на престола от брат си – император Карл VI. До 1713 г. Мария-Амалия и по-голямата ѝ сестра Мария Йозефа стоят начело в линията на унаследяване на короните на Австрия и на Свещената Римска империя – право, гарантирано от дядо им Леополд I, който дава предимство на дъщерите на най-големия си син при унаследяването на престола.
През 1713 г. обаче император Карл VI издава т.нар. Прагматическа санкция, която лишава племенничките му от наследствените им права и ги прехвърля върху собствената му дъщеря – Мария Терезия. На Мария-Амалия и сестра ѝ им е забранено да се омъжват, докато не признаят доброволно постановленията на Прагматическата санкция и сами не се отрекат от австрийското си наследство.
Мария-Амалия е била готвена за съпруга на пиемотнския принц Виктор-Амадей, престолонаследник на Сицилия и Савойското херцогство. Предполагало се, че бракът им ще допринесе за политическото сближаваме между Австрия и Сицилия, но плановете се провалят, тъй като Виктор Амадей II, бащата на Виктор-Амадей, отказва предложението.

## Брак и борби
Признала Прагматическата санкция и отрекла се от австрийското наследсто, Мария-Амалия се омъжва за баварския херцог и курфюрст на Свещената римска империя Карл. Бракът е сключен на 5 октомври 1722 г. в Мюнхен. След сватбата двойката се установява в замъка Нимфенбург. Бракът с Мария-Амалия позволява на съпруга ѝ да предяви претенциите си за короната на своя покоен тъст, като отхвърли официално Прагматическата санкция от 1713 и започне война срещу Австрия след смъртта на император Карл VI.
През 1741 баварските войски нахлуват в Горна Австрия и с помощта на френските си съюзници превзема и Прага, където Карл е коронован за крал на Бохемия (9 декември 1741 г.) Въпреки че войната продължава, на 24 януари 1742 г. Карл Баварски е избран за Германски крал, а на 12 февруари е коронован и за Свещен римски император. Малко след коронацията Мария-Амалия и съпругът ѝ трябва да бягат от Мюнхен, който е окупиран от австрийски войски. В продължение на три години семейството на Мария-Амалия живее във Франкфурт.
През 1744 година с помощта на Прусия Карл VII успява да прогони австрийците от Бавария, но умира на 20 януари 1745 г. След смъртта на императора Мария-Амалия убеждава сина си Максимилиан да сключи мир с братовчедка ѝ Мария Терезия.

## Смърт
Мария-Амалия умира в двореца Нимфенбург на 11 декември 1756 г.

## Деца
| Име                                                  | Портрет | Роден             | Починал           | Забележка                                                                   |
| ---------------------------------------------------- | ------- | ----------------- | ----------------- | --------------------------------------------------------------------------- |
| Максимилиана Мария                                   |         | */† 12 април 1723 | */† 12 април 1723 |                                                                             |
| Мария Антония Валпургис принцеса-електор на Саксония |         | 18 юли 1724       | 23 април 1780     | Омъжена 1747 за Фридрих Кристиан, курфюрст на Саксония, имат деца           |
| Терезия Бенедикта                                    |         | 6 декември 1725   | 29 март 1743      |                                                                             |
| Максимилиан III Йозеф курфюрст на Бавария            |         | 28 март 1727      | 30 декември 1777  | Женен 1747 за Мария Анна София Саксонска, нямат деца                        |
| Йозеф Лудвиг                                         |         | 25 август 1728    | 2 декември 1733   |                                                                             |
| Мария Анна Йозефа маркграфиня на Баден-Баден         |         | 7 август 1734     | 7 май 1776        | Омъжена 1755 за Лудвиг Георг, маркграф на Баден-Баден, нямат деца           |
| Мария-Йозефа Баварска свещена римска императрица     |         | 30 март 1739      | 28 май 1767       | Омъжена 1765 за Йозеф II, император на Свещената Римска империя, нямат деца |